# 自発核分裂
自発核分裂（じはつかくぶんれつ、英: spontaneous fission、SF）とは質量数が非常に大きな同位体に特徴的に見られる放射性崩壊の一種である。自発核分裂は理論的には質量が100Da程度（ルテニウム付近）を超えるどのような原子核にも起こりうるが、エネルギー的に実際に自発核分裂が可能なのは原子量が約230Da（トリウム付近）以上の原子に限られる。
ウランとトリウムの場合、自発核分裂は起きないわけではないが放射性崩壊のモードの主たる過程ではなく、これらの元素を含む試料の放射能を測る際に崩壊の分岐比を正確に考える必要があるような場合を除いて、通常は無視される。自発核分裂が起こる条件は以下の式で近似的に与えられる。
{\displaystyle {\hbox{Z}}^{2}/{\hbox{A}}\geq 45.}
ここで Z は原子番号、A は質量数である。
式の表すように、自発核分裂の部分半減期は陽子数Zが増大すると急激に減少する。例えば陽子数92のウランでは自発核分裂の部分半減期が1016年になるのに対して、陽子数100のフェルミウムでは部分半減期は1年前後である。このように、自発核分裂が最も起こりやすい元素はラザホージウムのような超アクチノイド元素である。
自発核分裂はその名の通り原子核分裂反応と全く同じ物理過程であるが、中性子やその他の粒子による衝撃を受けることなく分裂が始まる点が通常の核分裂と異なっている。陽子が多く中性子があまり多くない核種では陽子同士に働くクーロン力の影響で原子核全体が不安定な状態にある。このような原子核が量子力学的な揺らぎによって自発的に核分裂を引き起こす過程が自発核分裂である。
自発核分裂では他の全ての核分裂反応と同様に中性子が放出される。そのため、臨界量以上の核分裂性物質が存在する場合には自発核分裂が核分裂の連鎖反応を引き起こしうる。また、自発核分裂が崩壊モードの中で無視できない確率で起こる放射性同位元素は中性子線源として用いられる。この目的ではカリホルニウム252（半減期2.645年、自発核分裂分岐比 3.09%）がしばしば用いられている。このような線源から放出される中性子線は、航空貨物に隠された爆発物の検査や建設業界での土壌の水分含有量の測定、サイロに貯蔵された物資の湿度の測定、その他様々な用途に使われている。
自発核分裂による分裂性原子核自身の数の減少が無視できる範囲では、ベクレルが一定となるため自発核分裂は平均値が等しい指数到着であり、ポアソン過程と見なすことができる。すなわち、非常に短い時間尺度では、自発核分裂の確率は着目する時間の長さに比例する。
ウランを含む鉱物では、ウラン238の自発核分裂によって生じた分裂後の原子核が結晶構造の中に反跳した飛跡を残す。これらの飛跡はフィッション・トラックと呼ばれ、フィッション・トラック法と呼ばれる放射年代測定に利用される。
超重元素の探索において、ある元素を合成したと認められる基準は、当該原子核群の少なくとも一部が既知の原子核に崩壊することとされている。それらが全て自発核分裂してしまった場合は、その原子核を合成したとはみなされない。

## 自発核分裂の確率
主な核種の自発核分裂の確率を以下に挙げる。
- 235U : 5.60 × 10-3 回/s-kg
- 238U : 6.93 回/s-kg
- 239Pu : 7.01 回/s-kg
- 240Pu : 489,000 回/s-kg（約 1,000,000 中性子/s-kg）

プルトニウム239の原子核は生成過程で中性子を1個余計に吸収する傾向があるため、実際のプルトニウム239には常にある量のプルトニウム240が含まれている。プルトニウム240は自発核分裂の確率が高いため、プルトニウムの利用に際しては好ましくない混入物質とされている。兵器級プルトニウムではプルトニウム240の含有量は7%以下とされている。
ガンバレル型の原子爆弾では、分割した核物質を合体させて臨界量にするために要する臨界挿入時間 (critical insertion time) に約1ミリ秒かかり、この時間内に起こる自発核分裂の確率は十分に小さくなければならない。そのため、ガンバレル方式の原爆に用いられる核物質としてはウラン235のみが適している。